# Cour-Saint-Maurice
Cour-Saint-Maurice ist eine französische Gemeinde mit 148 Einwohnern (Stand: 1. Januar 2022) im Département Doubs in der Region Bourgogne-Franche-Comté.

## Geographie
Cour-Saint-Maurice liegt auf 520 m, sieben Kilometer westlich von Maîche und etwa 29 Kilometer südlich der Stadt Montbéliard (Luftlinie). Die Doppelgemeinde erstreckt sich im Jura, auf einer Geländeterrasse am nördlichen Talhang des Dessoubre, zwischen den Höhen des Montaigu im Norden und der Hochfläche von Maîche im Süden. Das Gemeindegebiet gehört zum Regionalen Naturpark Doubs-Horloger.
Die Fläche des 4,47 km² großen Gemeindegebiets umfasst einen Abschnitt des französischen Juras. Die südliche Grenze verläuft entlang dem Dessoubre, der in gewundenem Lauf tief eingeschnitten in die umgebenden Jurahochplateaus von Südwesten nach Nordosten fließt. Die steilen Talhänge werden an verschiedenen Orten von markanten Kalkfelsen überragt. Vom Flusslauf erstreckt sich das Gemeindeareal nordwärts über einen rund 100 m hohen Steilhang auf die breite Terrasse von Cour und Saint-Maurice. Diese Geländeterrasse wird von einem steilen, überwiegend bewaldeten und durchschnittlich 150 m hohen Hang überragt, der zur Höhe von Les Plains überleitet. Mit 696 m wird hier die höchste Erhebung von Cour-Saint-Maurice erreicht. Diese Höhe ist durch die Erosionswirkung des Dessoubre und seiner Seitenbäche in verschiedene, teils felsige Vorsprünge untergliedert. Im Nordosten erstreckt sich das Gemeindeareal bis zum Vorsprung von Mongens oberhalb von Vauclusotte.
Die Gemeinde besteht aus verschiedenen Ortsteilen und Weilern, nämlich:
- Cour (520 m) in einer Mulde am nördlichen Talhang des Dessoubre
- Saint-Maurice (520 m) auf der Geländeterrasse am nördlichen Talhang des Dessoubre
- Le Pont-Neuf (410 m) am Dessoubre
- Le Moulin-du-Bas (421 m) am Dessoubre
- Le Moulin-du-Dessus (425 m) an der Mündung des Baches von Vaucluse in den Dessoubre

Nachbargemeinden von Cour-Saint-Maurice sind Belleherbe im Norden, Vauclusotte und Orgeans-Blanchefontaine im Osten, Battenans-Varin im Süden sowie Vaucluse im Westen.

## Geschichte
Die Pfarrei Saint-Maurice zählt zu den ältesten der Region. Sie wurde im 6. Jahrhundert von Mönchen des Klosters Saint-Maurice im Schweizer Kanton Wallis gegründet. Im Mittelalter gehörte ein Teil des heutigen Gemeindegebietes zur Herrschaft Châtillon-sous-Maîche. Die Herrschaft über den anderen Teil oblag der Familie von Saint-Maurice, die ein Schloss in Cour besaß. Zusammen mit der Franche-Comté gelangten beide Ortschaften mit dem Frieden von Nimwegen 1678 an Frankreich. Im Zuge der Französischen Revolution wurde das Schloss abgerissen. Seit der Zeit um 1790 bildeten Cour und Saint-Maurice eine Doppelgemeinde.

## Bevölkerung
| Jahr                       | 1962 | 1968 | 1975 | 1982 | 1990 | 1999 | 2011 | 2022 |
| Einwohner                  | 221  | 203  | 200  | 175  | 155  | 157  | 165  | 148  |
| Quellen: Cassini und INSEE |      |      |      |      |      |      |      |      |

Mit 148 Einwohnern (Stand 1. Januar 2022) gehört Cour-Saint-Maurice zu den kleinen Gemeinden des Départements Doubs. Nachdem die Einwohnerzahl in der ersten Hälfte des 20. Jahrhunderts deutlich abgenommen hatte (1906 wurden noch 282 Personen gezählt), wurden seit Beginn der 1980er Jahre nur noch geringe Schwankungen verzeichnet.

## Sehenswürdigkeiten
Die ursprünglich aus dem 12. Jahrhundert stammende Kirche Saint-Maurice wurde im 18. Jahrhundert weitgehend neu erbaut (heute Kirche Saint-Ursin). Im Ortskern sind verschiedene Bauernhäuser im traditionellen Stil der Franche-Comté aus dem 17. bis 19. Jahrhundert erhalten. Die Friedhofskapelle ist als Monument historique ausgewiesen.

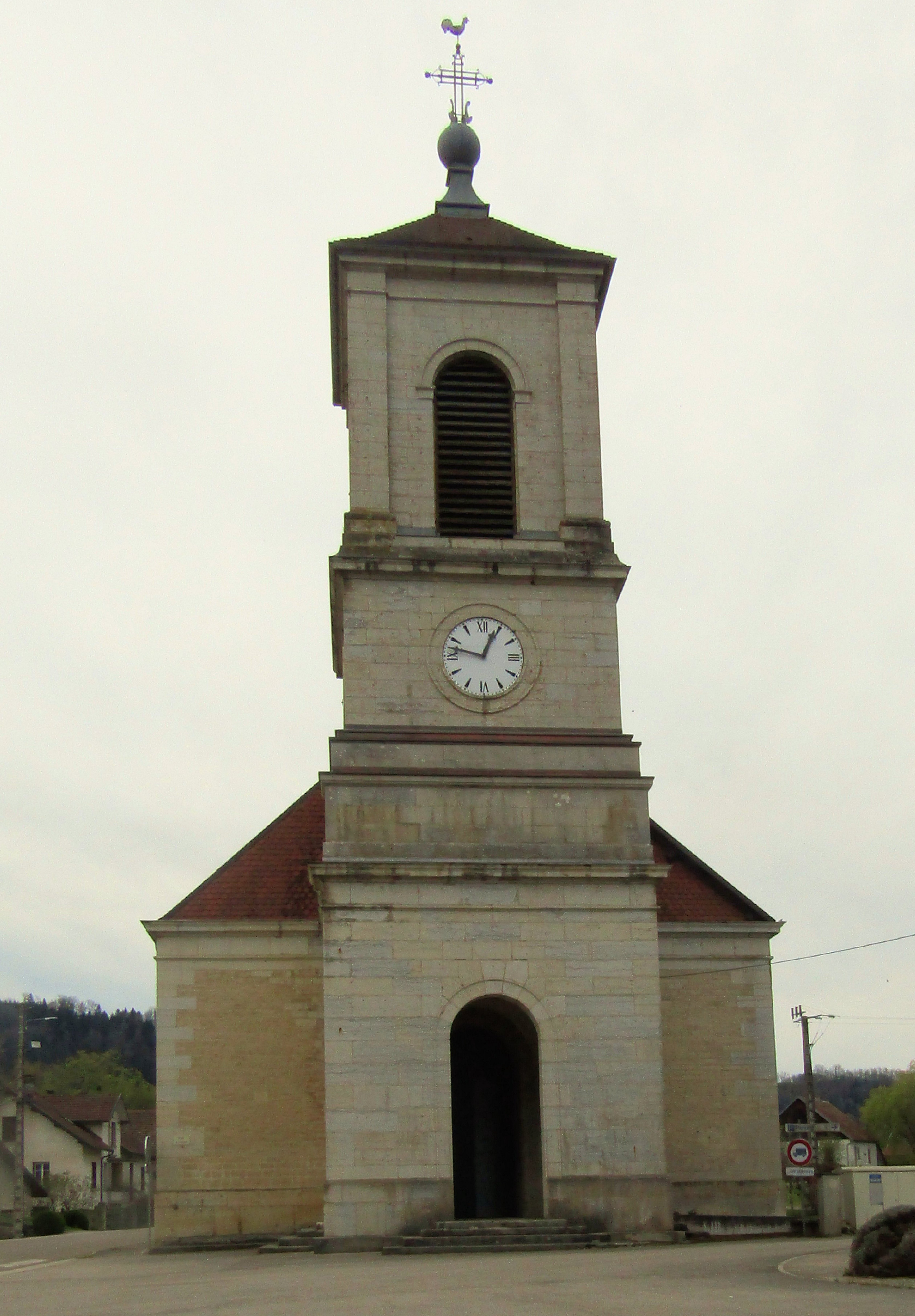
Kirche Saint-Ursin
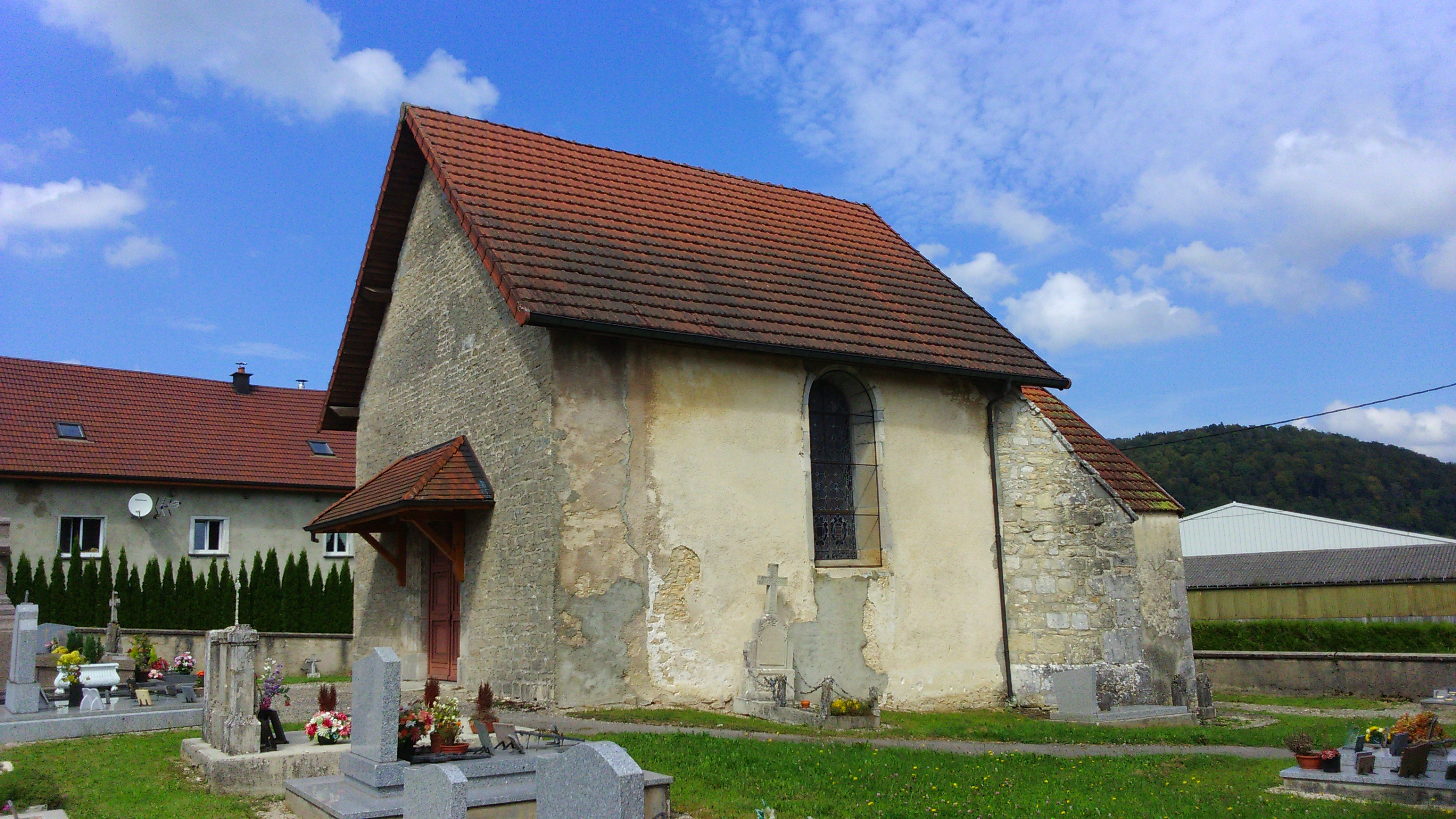
Friedhofskapelle

## Wirtschaft und Infrastruktur
Cour-Saint-Maurice war bis weit ins 20. Jahrhundert hinein ein vorwiegend durch die Landwirtschaft (Viehzucht und Milchwirtschaft, Acker- und Obstbau) geprägtes Dorf. Die Wasserkraft des Dessoubre wurde schon früh für den Betrieb von Mühlen und Sägereien genutzt. Heute gibt es einige Betriebe des lokalen Kleingewerbes, unter anderem eine Sägerei, eine Möbelfabrik sowie mehrere Betriebe des Gastgewerbes. Einige Erwerbstätige sind auch Wegpendler, die in den größeren Ortschaften der Umgebung ihrer Arbeit nachgehen.
Die Gemeinde liegt abseits der größeren Durchgangsstraßen an einer Departementsstraße, die von Maîche nach Sancey-le-Grand führt. Weitere Straßenverbindungen bestehen mit Vaucluse, Battenans-Varin und Rosureux. Durch die Gemeinde führt die Eisenbahnstrecke Dole–Belfort, der Bahnhof Saint-Maurice wird allerdings nicht mehr bedient.